# Zamek w Krewie
Zamek w Krewie – ruiny średniowiecznego zamku w miejscowości Krewo na Białorusi.

## Historia
W 1338 roku książę Giedymin podzielił Litwę między synów, oddając osobną dzielnicę z Krewem Olgierdowi. Przypuszczalnie zamek został zbudowany właśnie przez księcia Olgierda około lat 1370-1380, gdy był już wielkim księciem litewskim. Po zmarłym w 1377 Olgierdzie Krewo objął jego syn Jagiełło, który został po ojcu wielkim księciem. W 1381 roku jego stryj Kiejstut podniósł bunt, opanował Wilno i zesłał Jagiełłę do Krewa. Już rok później Jagiełło odzyskał Wilno oraz uwięził Kiejstuta i jego syna Witolda na zamku w Krewie. Po kilku dniach pobytu w więzieniu na zamku Kiejstut zmarł na skutek samobójstwa lub mordu. W 1385 roku na zamku podpisano akt unii Litwy i Polski, w której Jagiełło zobowiązywał się przyjąć chrześcijaństwo w obrządku katolickim wraz z rodziną, dworem i możnymi oraz odzyskać ziemie utracone przez Polskę i Litwę. W 1391 roku ustanowiono na zamku starostwo. W 1433 roku zamek na krótko zdobył w trakcie buntu przeciwko Zygmuntowi Kiejstutowiczowi książę Świdrygiełło, jednak we wrześniu Litwini z polską pomocą odbili zamek. Przed 1506 rokiem zamek poważnie zniszczyli Tatarzy. W 1519 zamek uszkodziły wojska moskiewskie. W XVI wieku warownia została opuszczona.
W 1566 roku król Zygmunt August podarował zamek i starostwo zbiegłemu z Moskwy kniaziowi Andriejowi Kurbskiemu. W 1569 roku starostą został kniaź Łukasz Świrski, a w 1579 kasztelan połocki Jan Wołmiński. W 1638 starostwo otrzymał kasztelan wileński Krzysztof Chodkiewicz, po nim Kazimierz Radzimiński Frąckiewicz, a następnie miecznik oszmiański Karol Marson. Kolejnych zniszczeń zamku dokonali Szwedzi w 1708 roku podczas wojny północnej. W XVIII wieku starostwo należało do rodu Śliźniów.
W XIX wieku na dziedzińcu wybudowano drewniany ratusz miejski. W 1893 r. warownię badał Fiodor Pokrowski. Zamek poważnie ucierpiał podczas I wojny światowej, ponieważ przez 3 lata stał na linii frontu. 21 lipca 1917 roku został prawie całkowicie zburzony przez rosyjski ostrzał artyleryjski. W latach 1929–1930 władze polskie zaczęły prace konserwatorskie. Za czasów sowieckich zamek ulegał zniszczeniu. W 1970 roku zamek został zbadany przez ekspedycję, którą kierował M. Tkaczow. W 1985 r. badaniami kierował Aleh Trusau i M. Tkaczow, a w 1988 r. I. M. Czerniawski. W 2017 r. rozpoczęto restaurację wieży książęcej. W 2018 r. zainicjowano akcję zbiórki kamieni potrzebnych na odbudowę.

## Architektura
Zamek miał plan nieregularny zbliżony do trapezu z dwiema wieżami kwadratowymi po przekątnej. Obwód murów wynosi 85 x 108,5 x 71,6 x 97,2 m.
Mniejsza wieża miała wymiary 11 x 10,5 metrów, 3 kondygnacje i mogła powstać później niż pozostałe części zamku.
Większa wieża zwana Książęcą lub Wieżą Kiejstuta ma wymiary u podstawy 17 x 18,6 m i miała pierwotnie 25 metrów wysokości oraz sklepione lochy i 4 kondygnacje. Mury kurtynowe miały grubość ok. 2,75 metra i wysokość 12–13 m. Brama znajdowała się w murze północnym.

## Galeria

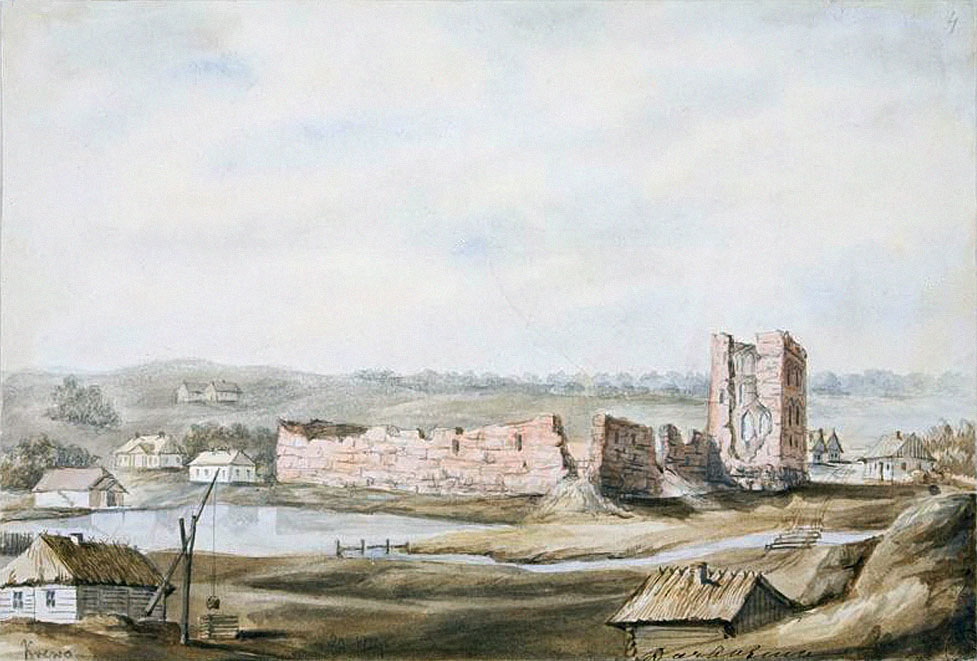
Litografia zamku w Krewie, autorstwa Napoleona Ordy, ok. 1875-1877
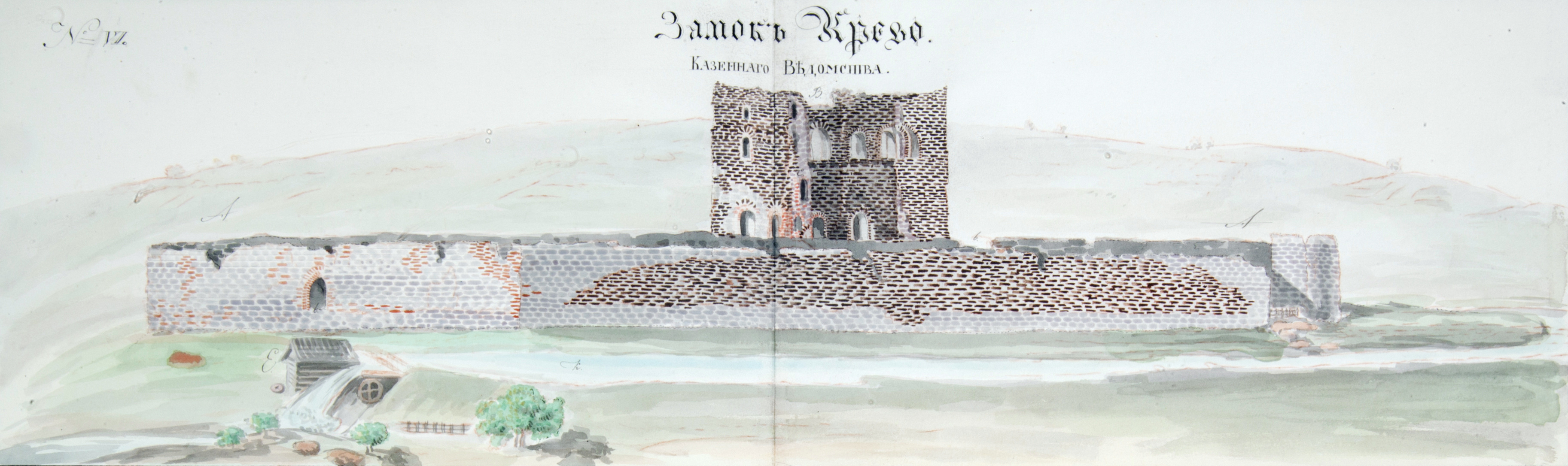
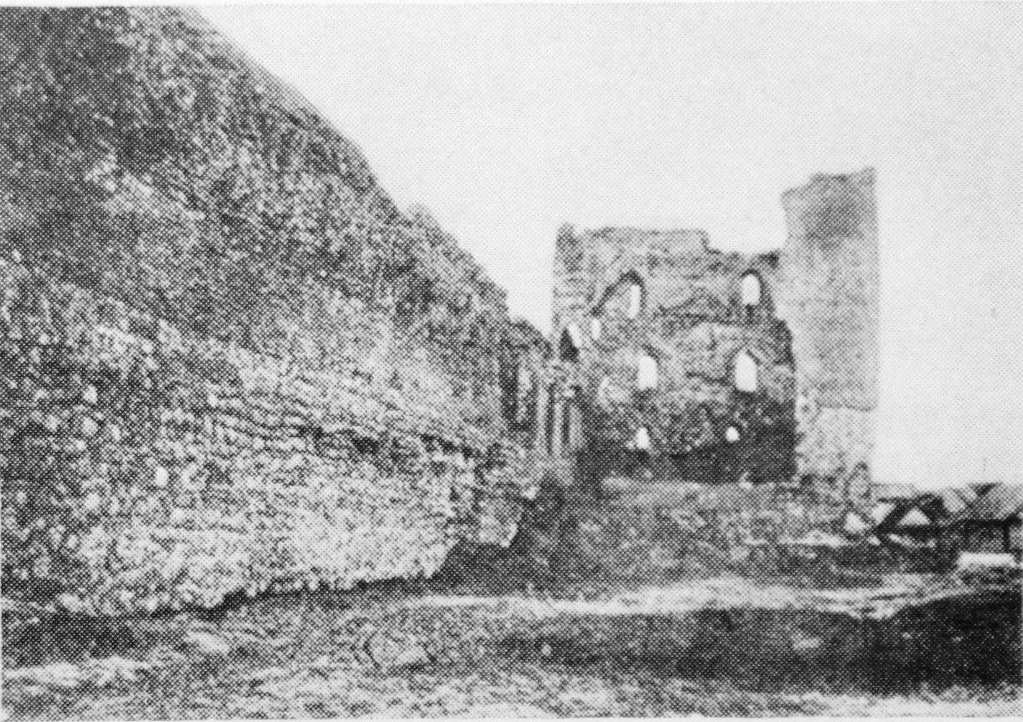
Zamek w XIX wieku
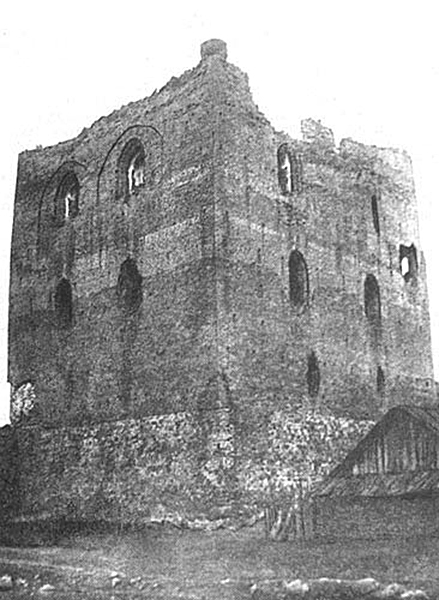
Wieża narożna na początku XX wieku
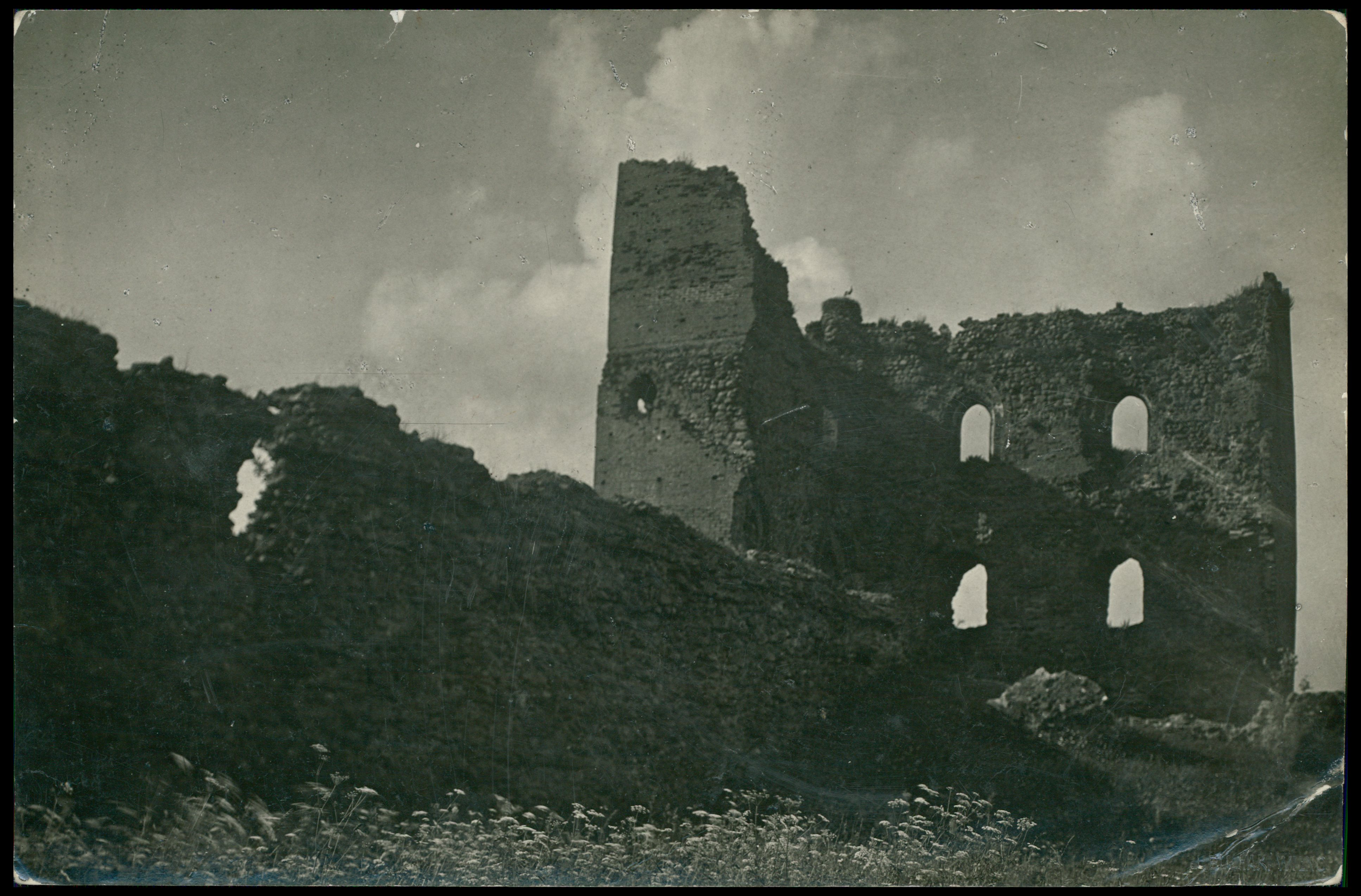
Donżon
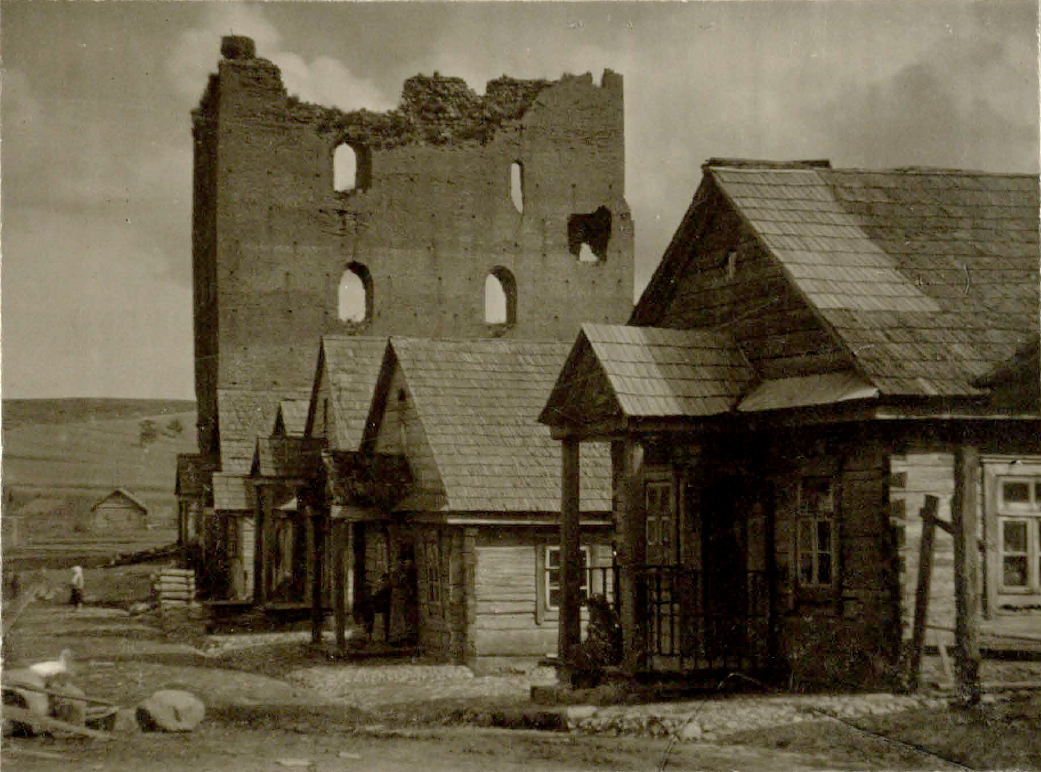
Donżon w Krewie
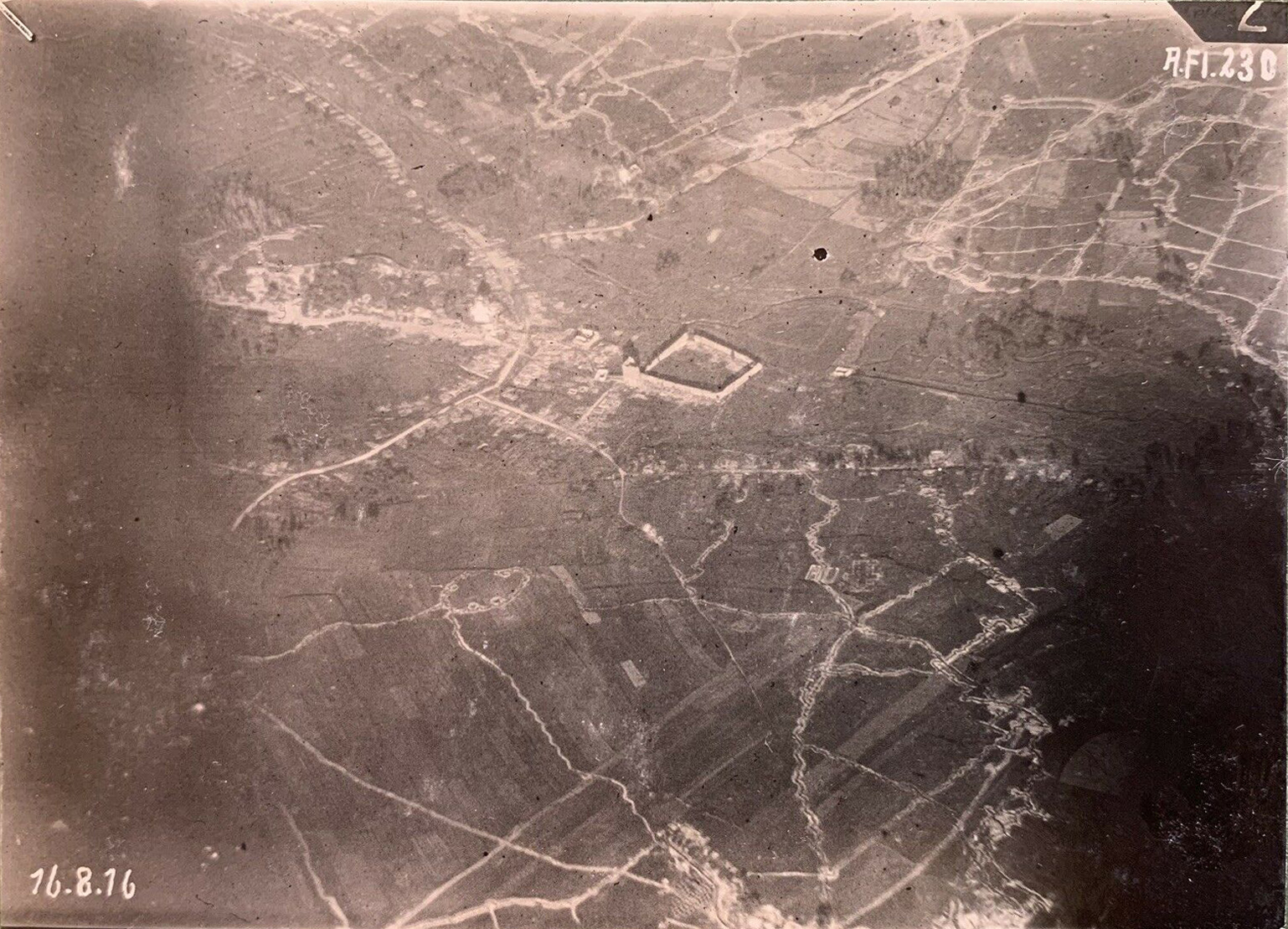
Widok zamku z powietrza w 1916 roku
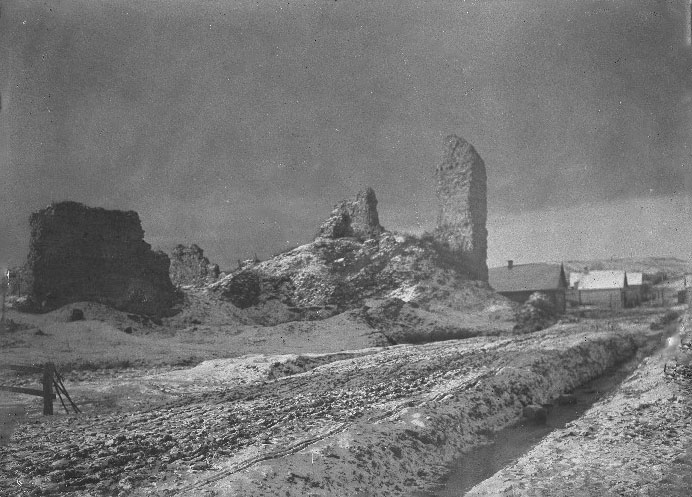
Zniszczona wieża i zamek po ostrzale rosyjskiej artylerii, lata 20. XX wieku
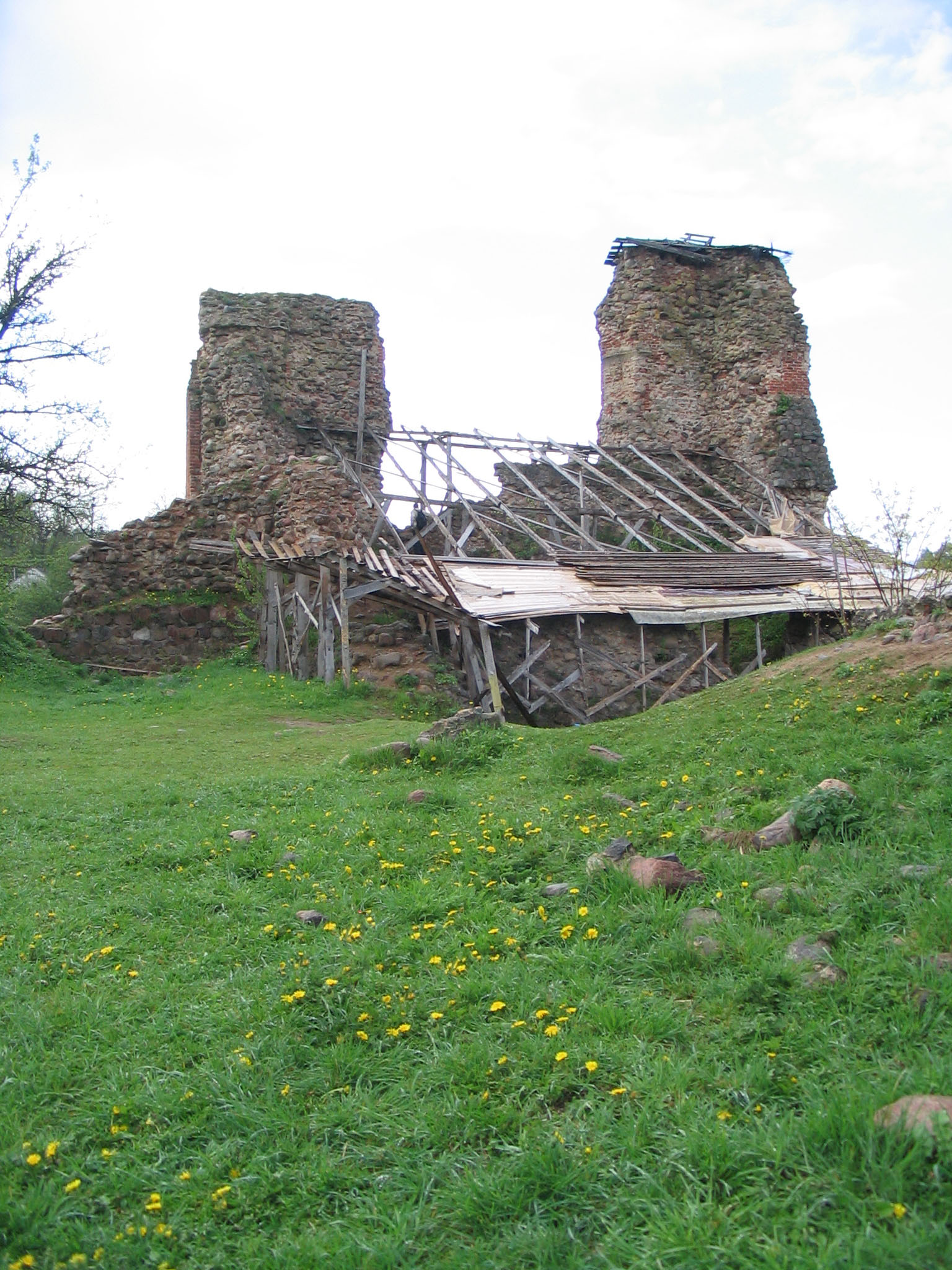
Pozostałości wieży w 2007 r.
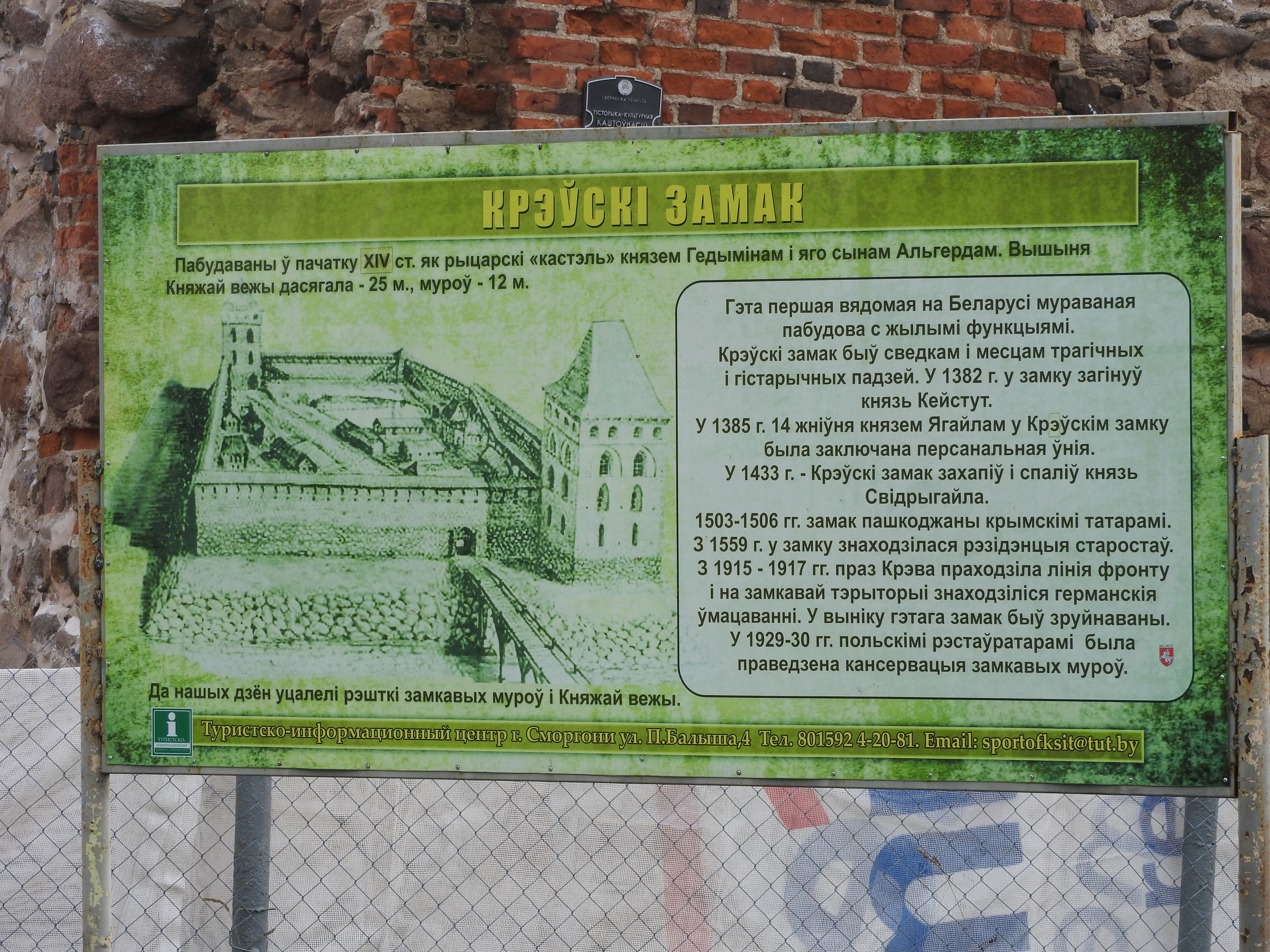
Tablica informacyjna
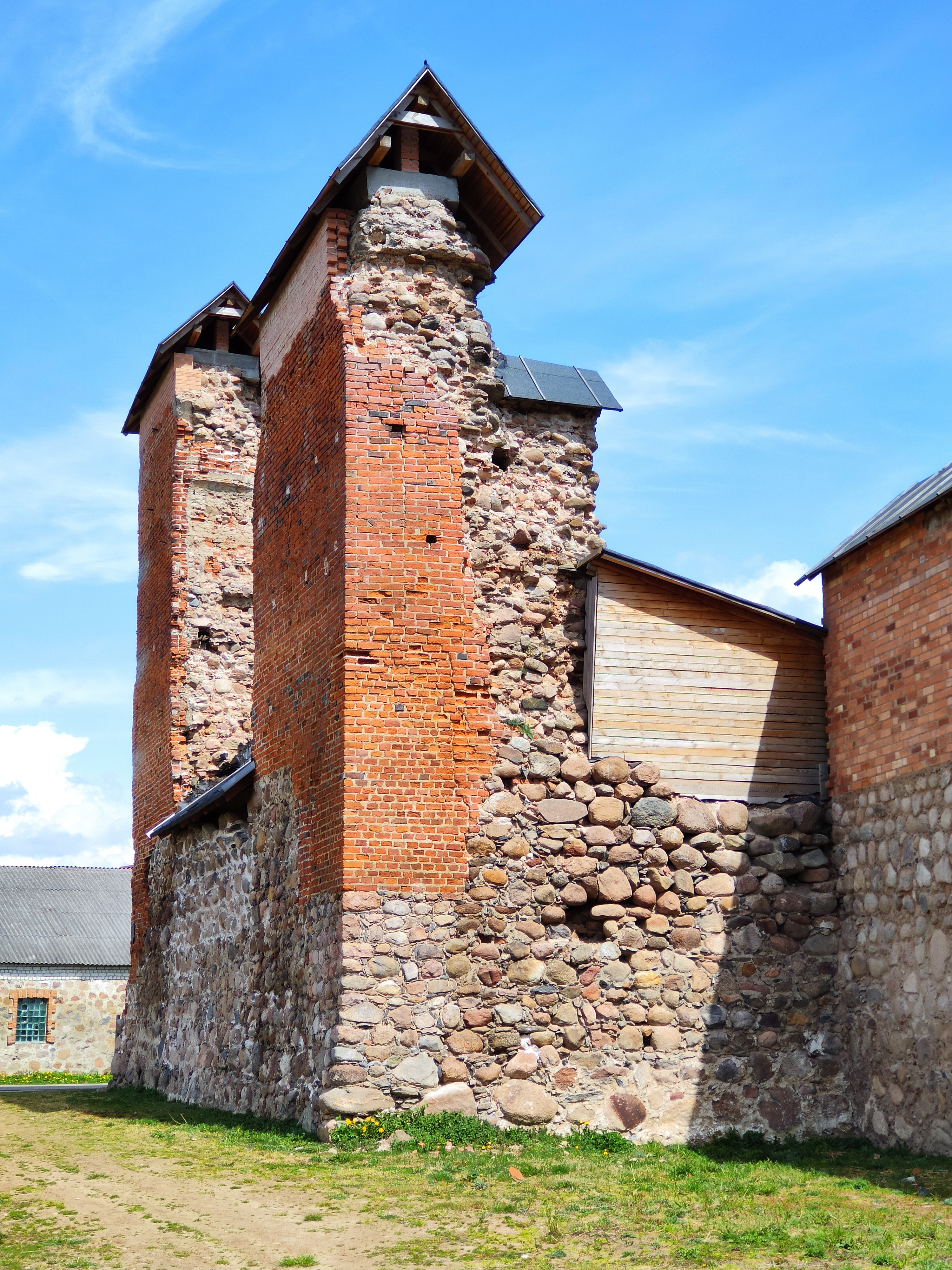
Zabezpieczone pozostałości wieży narożnej w 2020 r.
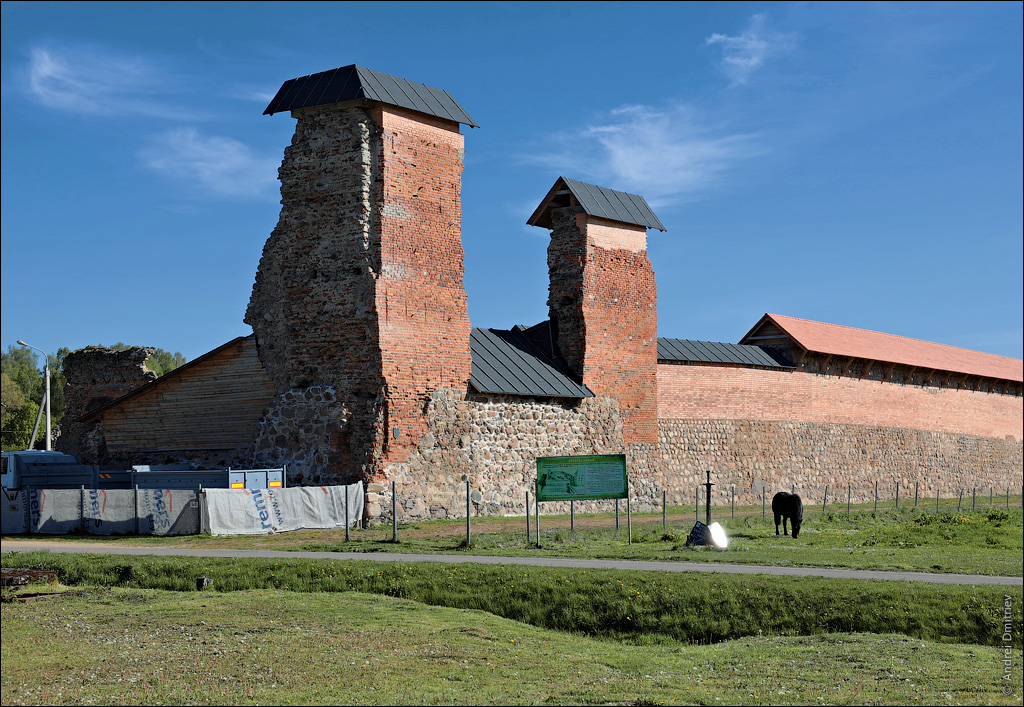
Zamek po częściowej rekonstrukcji w 2020 r.
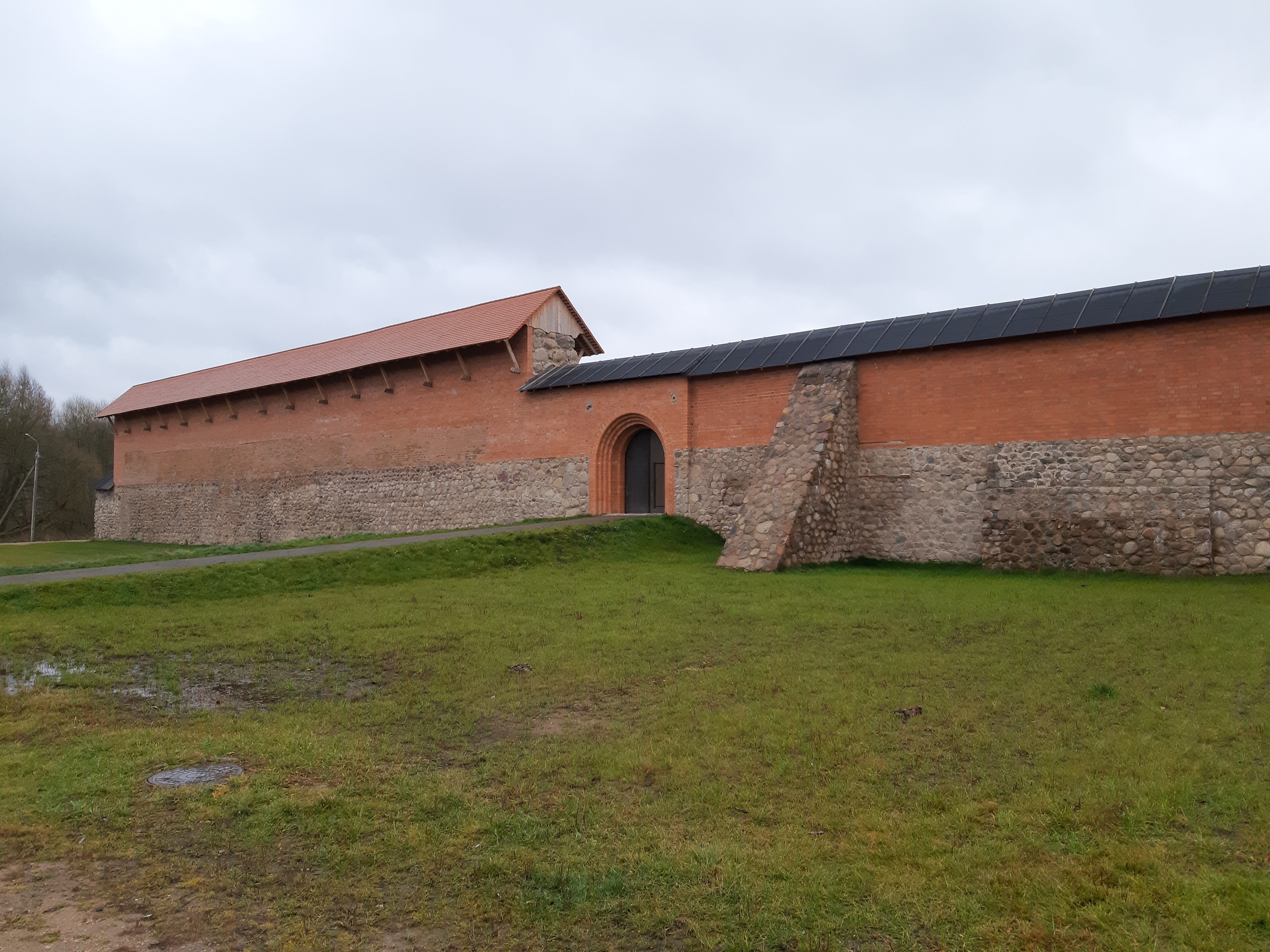
Zrekonstruowana Brama Główna
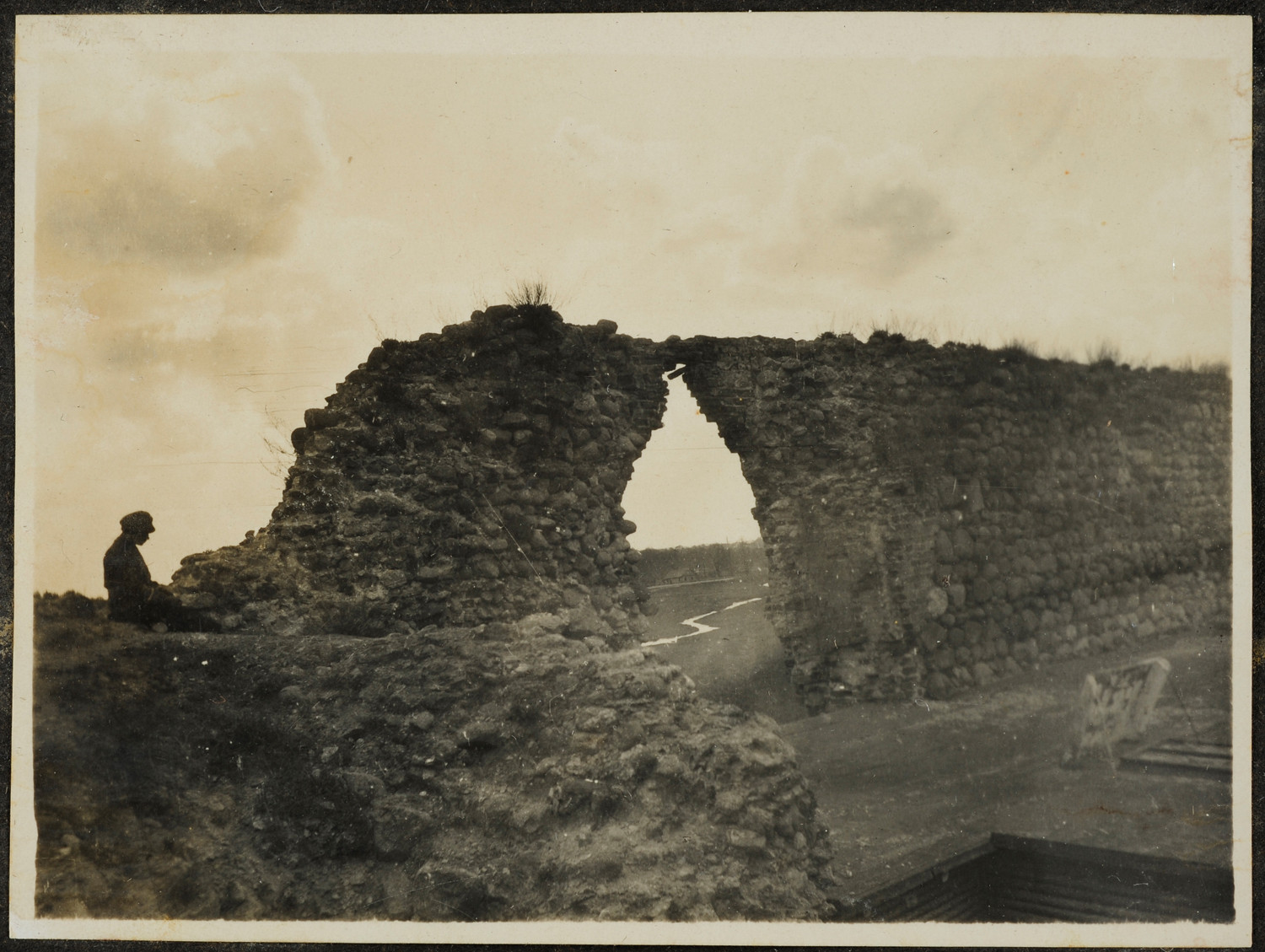
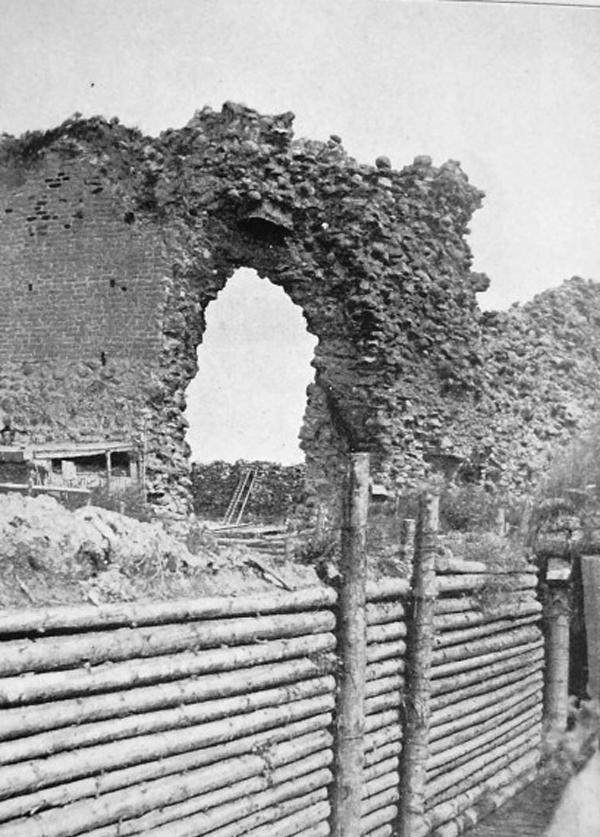